# Ozualdo Candeias
Pour les articles homonymes, voir Candeias (homonymie).
Ozualdo Ribeiro Candeias, né le 5 novembre 1922 à Cajobi (Brésil) et mort le 8 février 2007 à São Paulo (Brésil), est un réalisateur, scénariste et directeur de la photographie brésilien.
Il est considéré comme étant l'un des pionniers du mouvement cinema marginal.

## Filmographie partielle

### Au cinéma (réalisation)
- 1955 : Tambaú  (court métrage)
- 1967 : A Margem
- 1968 : Trilogy of Terror (en)  (segment « Acordo, O »)
- 1969 : Meu Nome é Tonho
- 1970 : A Herança (pt)
- 1971 : A rua chamada Triumpho 1970/71  (court métrage)
- 1971 : Uma Rua Chamada Triumpho 1969/70  (court métrage)
- 1974 : Caçada Sangrenta (pt)
- 1974 : Zézero  (court métrage)
- 1974 : O Desconhecido (pt)
- 1976 : As Mulheres do Sexo Violento  (non crédité)
- 1976 : Bocadolixocinema ou Festa na Boca  (court métrage)
- 1976 : A Visita do Velho Senhor  (court métrage)
- 1976 : O Candinho  (court métrage)
- 1981 : A Opção
- 1982 : Manelão, o Caçador de Orelhas
- 1983 : A Freira e a Tortura
- 1987 : As Bellas da Billings
- 1990 : Lady Vaselina  (court métrage)
- 1992 : O Vigilante (pt)
- 1992 : Bastidores Das Filmagens De Um Pornô  (vidéo)
- 1992 : A América do Sul  (vidéo)
- 1993 : Cinemateca Brasileira  (court métrage)

## Récompenses et distinctions
- (en) Ozualdo Candeias: Awards, sur l'Internet Movie Database